# Seznam pokémonů 1. generace
První generace franšízy Pokémon je tvořena 151 fiktivními druhy bytostí, které byly představeny v roce 1996 ve videohrách pro herní konzoli Game Boy, jejichž název zní Pokémon Red & Blue.
V následujícím seznamu je 151 pokémonů seřazeno dle jejich čísla v národním pokédexu. Prvním pokémonem je Bulbasaur (001) a posledním Mew (151). V tabulce se dále nachází typy a druhy a evoluce jednotlivých pokémonů.

## Podoba a vývoj
Většina pokémonů první generace se vzhledem podobá skutečným tvorům. Jsou jimi například Pidgey (vrabec), Krabby (krab), Rattata (krysa), Ekans (had) a Seel (tuleň). Základní design mnoha pokémonů z původních videoher byl v průběhu série použit pro další tvory.

## Seznam pokémonů
| Jméno      | Jméno                   | Č. | Typy       | Typy       | Evoluce           | Evoluce                           | Poznámky |
| Anglické   | Japonské                | Č. | Primární   | Sekundární | Z                 | Do                                | Poznámky |
| ---------- | ----------------------- | -- | ---------- | ---------- | ----------------- | --------------------------------- | --- |
| Bulbasaur  | Fušigidane (フシギダネ) | 1  | travní     | jedovatý   | počátek evoluce   | Ivysaur (#002)                    | Ve videohrách Red, Green, Blue pro herní konzoli GameBoy a v jejich remacích FireRed a LeafGreen pro herní konzoli GameBoy Advance je Bulbasaur jedním ze tří pokémonů, ze kterých si hráč vybírá na začátku hry. Další dva jsou Squirtle a Charmander. Ve verzi Yellow je možné ho získat od NPC na Route 24. Je také jednou ze startovacích postav ve hře Pokémon Mystery Dungeon. Bulbasaur je zelený pokémon připomínající dinosaura. Jeho nejvýraznějším znakem je cibulka na zádech. Funkce cibulky je podobná jako funkce houby u Parase či Parasecta. Pokémon a rostlina sdílejí symbiotický vztah. Není to tedy vztah hostitele a parazita. Bulbasaur většinou chodí po čtyřech nohách, ale pokud ho k tomu okolnosti donutí, umí chodit i po dvou zadních. Dle potřeby využívá své dva normálně skryté, dlouhé liánovité stonky (výhonky) k podání vzdáleného předmětu, zachycení předmětu v letu nebo k záchraně sebe nebo jiného pokémona či člověka při pádu z výšky apod. Útočí proudem různých částí rostlin (pyl, semeno, list), svými výhonky nebo nárazem celého těla a při útoku může soupeře uspat, otrávit či přímo zranit popřípadě současně s útokem i vyléčit sám sebe. |
| Ivysaur    | Fušigisó (フシギソウ)   | 2  | travní     | jedovatý   | Bulbasaur (#001)  | Venusaur (#003)                   | Jeho domov je především na louce. Živí se slunečními paprsky a když prší, tak se uskladněná sluneční energie spotřebovává. |
| Venusaur   | Fušigibana (フシギダネ) | 3  | travní     | jedovatý   | Ivysaur (#002)    | mega evoluce Gigantamax           | Když cibulka na Venusaurových zádech rozkvete a úplně se rozvine, začne rostlina přijímat energii ze slunce. Proto je Venusaur neustále v pohybu a hledá si sluneční paprsky. |
| Charmander | Hitokage (ヒトカゲ)     | 4  | ohnivý     | ohnivý     | počátek evoluce   | Charmeleon (#005)                 | Důležitou roli u něj hraje plamínek na konci ocasu. Ukazuje nejen Charmanderovo zdraví, ale i emoce. Když uhasne, Charmander umírá. Ve videohrách Red, Green, Blue pro herní konzoli GameBoy a v jejich remacích FireRed a LeafGreen pro herní konzoli GameBoy Advance je Charmander jedním ze tří pokémonů, ze kterých si hráč vybírá na začátku hry. Další dva jsou Squirtle a Bulbasaur. Ve verzi Yellow je možné ho získat od NPC na Route 24. Je také jednou ze startovacích postav ve hře Pokémon Mystery Dungeon. |
| Charmeleon | Rizádo (リザード)       | 5  | ohnivý     | ohnivý     | Charmander (#004) | Charizard (#006)                  | Stejně jako u Charmandera u něj důležitou roli hraje plamínek na konci ocasu. Ukazuje nejen jeho zdraví, ale i emoce. Když uhasne, Charmeleon umírá. |
| Charizard  | Rizádon (リザードン)    | 6  | ohnivý     | létající   | Charmeleon (#005) | dvě mega evoluce Gigantamax       | Přestože má křídla a vzezřením silně připomíná draka, nepatří k pokémonům dračího typu. Charizard často a rád zapaluje svým ohněm věci kolem sebe. Obvykle bývá agresivní a nepřístupný, ale po tvrdém tréninku z něj může být skvělý pokémon, který nikdy neprohraje. |
| Squirtle   | Zenigame (ゼニガメ)     | 7  | vodní      | vodní      | počátek evoluce   | Wartortle (#008)                  | Ve videohrách Red, Green, Blue pro herní konzoli GameBoy a v jejich remacích FireRed a LeafGreen pro herní konzoli GameBoy Advance je Squirtle jedním ze tří pokémonů, ze kterých si hráč vybírá na začátku hry. Další dva jsou Bulbasaur a Charmander. Ve verzi Yellow je možné ho získat od NPC na Route 24. Je také jednou ze startovacích postav ve hře Pokémon Mystery Dungeon. |
| Wartortle  | Kaméru (カメール)       | 8  | vodní      | vodní      | Squirtle (#007)   | Blastoise (#009)                  | Wartortle má ocas znázorňující jehož věk. Čím hustější ocas tím starší je. |
| Blastoise  | Kamekkusu (カメックス)  | 9  | vodní      | vodní      | Wartortle (#008)  | mega evoluce Gigantamax           | Nejnápadnějšími jsou na něm vodní děla na jeho zádech. Voda, kterou z nich stříká, má obrovský tlak. V anime seriálu má Gary, Ashův hlavní rival, právě Blastoise (vyvinul se ze Squirtla, kterého Gary získal již v první epizodě seriálu). |
| Caterpie   | Kjatapí (キャタピー)    | 10 | hmyzí      | hmyzí      | počátek evoluce   | Metapod (#011)                    | Vzhledem připomíná housenku. V anime seriálu byla Caterpie Ashovým prvním chyceným pokémonem. Vyvinula až v Butterfree, kterého Ash později pustil na svobodu. |
| Metapod    | Toranseru (トランセル)  | 11 | hmyzí      | hmyzí      | Caterpie (#010)   | Butterfree (#012)                 | Vzhledem připomíná kuklu. |
| Butterfree | Batafurí (バタフリー)   | 12 | hmyzí      | létající   | Metapod (#011)    | Gigantamax                        | Vzhledem připomíná motýla. |
| Weedle     | Bídoru (ビードル)       | 13 | hmyzí      | jedovatý   | počátek evoluce   | Kakuna (#014)                     | Vzhledem připomíná housenku, stejně jako Caterpie, od které se liší zbarvením a žihadlem na hlavě. |
| Kakuna     | Kokún (コクーン)        | 14 | hmyzí      | jedovatý   | Weedle (#013)     | Beedrill (#015)                   | I když vzhledem připomíná spíše kuklu, její jméno vzniklo z výrazu kokon (zámotek). |
| Beedrill   | Supiá (スピアー)        | 15 | hmyzí      | jedovatý   | Kakuna (#014)     | mega evoluce                      | Vzhledem připomíná vosu s velkým žihadlem. Hnízdí v korunách velkých stromů, kde bývají s Kakunami. Jsou agresivní a útočí společně. |
| Pidgey     | Poppo (ポッポ)          | 16 | normální   | létající   | počátek evoluce   | Pidgeotto (#017)                  | Vzhledem připomíná vrabce. Pidgey se objevil v anime seriálu již v první epizodě s názvem „Pokémon I Choose You!“, kde se ho hlavní hrdina Ash pokouší neúspěšně chytit. |
| Pidgeotto  | Pidžon (ピジョン)       | 17 | normální   | létající   | Pidgey (#016)     | Pidgeot (#018)                    | Vzhledem připomíná snad dlaska. |
| Pidgeot    | Pidžotto (ピジョット)   | 18 | normální   | létající   | Pidgeotto (#017)  | mega evoluce                      | |
| Rattata    | Koratta (コラッタ)      | 19 | normální   | normální   | počátek evoluce   | Raticate (#020)                   | Vzhledem připomíná myš. Je velmi rozšířený, rychle se množí. Pokud spatříte jednoho jedince, značí to výskyt dalších nejméně čtyřiceti jedinců v jeho blízkosti. |
| Raticate   | Ratta (ラッタ)          | 20 | normální   | normální   | Rattata (#020)    | konec evoluce                     | Vzhledem připomíná krysu. Raticate v boji používá hlavně svůj silný předkus. Dokáže jím soupeře lapit a nepustit. Raticate není o moc vzácnější než jeho předvývoj Rattata. Má rezavou drsnou srst a dlouhý krysí ocas. |
| Spearow    | Onisuzume (オニスズメ)  | 21 | normální   | létající   | počátek evoluce   | Fearow (#022)                     | |
| Fearow     | Onidoriru (オニドリル)  | 22 | normální   | létající   | Spearow (#021)    | konec evoluce                     | Vzhledem připomíná orla s dlouhým zobákem. |
| Ekans      | Ábo (アーボ)            | 23 | jedovatý   | jedovatý   | počátek evoluce   | Arbok (#024)                      | Vzhledem připomíná chřestýše. Jeho japonské jméno boa znamená hroznýš. Anglické jméno je slovo „had“ (snake) pozpátku. |
| Arbok      | Ábokku (アーボック)     | 24 | jedovatý   | jedovatý   | Ekans (#023)      | konec evoluce                     | Vzhledem připomíná kobru, jeho jméno Arbok je kobra pozpátku. |
| Pikachu    | Pikaču (ピカチュウ)     | 25 | elektrický | elektrický | Pichu (#172)      | Raichu (#026) Gigantamax          | Patří mezi nejoblíbenější pokémony vůbec. Je to první pokémon Ashe Ketchuma, hlavního hrdiny seriálu, a zároveň jeho nerozlučný přítel. Ashův Pikachu je jedním z mála pokémonů, kteří odmítají pobyt v pokéballu. Pikachu provází Ashe skoro celým seriálem, proto se také stal maskotem pokémonů. |
| Raichu     | Raičú (ライチュウ)      | 26 | elektrický | elektrický | Pikachu (#025)    | konec evoluce                     | |
| Sandshrew  | Sando (サンド)          | 27 | zemní      | zemní      | počátek evoluce   | Sandslash (#028)                  | Vzhledem připomíná pásovce. |
| Sandslash  | Sandopan (サンドパン)   | 28 | zemní      | zemní      | Sandshrew (#027)  | konec evoluce                     | |
| Nidoran♀   | Nidoran♀ (ニドラン♀)    | 29 | jedovatý   | jedovatý   | počátek evoluce   | Nidorina (#030)                   | |
| Nidorina   | Nidorina (ニドリーナ)   | 30 | jedovatý   | jedovatý   | Nidoran♀ (#029)   | Nidoqueen (#031)                  | |
| Nidoqueen  | Nidokuin (ニドクイン)   | 31 | jedovatý   | zemní      | Nidorina (#030)   | konec evoluce                     | |
| Nidoran♂   | Nidoran♂ (ニドラン♂)    | 32 | jedovatý   | jedovatý   | počátek evoluce   | Nidorino (#033)                   | |
| Nidorino   | Nidoríno (ニドリーノ)   | 33 | jedovatý   | jedovatý   | Nidoran♂ (#032)   | Nidoking (#034)                   | |
| Nidoking   | Nidoking (ニドキング)   | 34 | jedovatý   | zemní      | Nidorino (#033)   | konec evoluce                     | |
| Clefairy   | Pippi (ピッピ)          | 35 | vílí       | vílí       | Cleffa (#173)     | Clefable (#036)                   | |
| Clefable   | Pikuší (ピクシー)       | 36 | vílí       | vílí       | Clefairy (#035)   | konec evoluce                     | |
| Vulpix     | Rokon (ロコン)          | 37 | ohnivý     | ohnivý     | počátek evoluce   | Ninetales (#038)                  | |
| Ninetales  | Kjúkon (キュウコン)     | 38 | ohnivý     | ohnivý     | Vulpix (#037)     | konec evoluce                     | Ninetales je velmi podobný devítiocasému démonovi z Naruta pocházícímu z japonské mytologie. Říká se, že kdo se byť jen dotkne jednoho z jeho devíti ocasů, bude proklet na tisíc let. Ve videohře Pokémon Mystery Dungeon se vyskytuje Ninetales, který uvrhl kletbu na člověka (byl proměněn v pokémona), jako trest za to, že se chtěl zmocnit Ninetalesova ocasu. Hráč se v průběhu hry mimo jiné také dozví, že je ve skutečnosti člověkem proměněným v pokémona, ale neví zda je tím, na kterého byla svrhnuta kletba. |
| Jigglypuff | Purin (プリン)          | 39 | normální   | vílí       | Igglybuff (#174)  | Wigglytuff (#040)                 | V anime seriálu má Jigglypuff vždy u sebe mikrofon, do kterého když zazpívá svoji píseň, všichni lidé i pokémoni, kteří ho slyší, usnou. Když si Jigglypuff všimne, že všichni spí, všem spícím pokreslí obličeje černým fixem. |
| Wigglytuff | Pukurin (プクリン)      | 40 | normální   | vílí       | Jigglypuff (#039) | konec evoluce                     | |
| Zubat      | Zubat (ズバット)        | 41 | jedovatý   | létající   | počátek evoluce   | Golbat (#042)                     | |
| Golbat     | Gorubatto (ゴルバット)  | 42 | jedovatý   | létající   | Zubat (#041)      | Crobat (#169)                     | |
| Oddish     | Nazonokusa (ナゾノクサ) | 43 | travní     | jedovatý   | počátek evoluce   | Gloom (#044)                      | |
| Gloom      | Kusaihana (クサイハナ)  | 44 | travní     | jedovatý   | Oddish (#043)     | Vileplume (#045) Bellossom (#182) | Gloomovi často z pusy vytéká tekutina – nektar. |
| Vileplume  | Rafurešia (ラフレシア)  | 45 | travní     | jedovatý   | Gloom (#044)      | konec evoluce                     | Vileplume má na hlavě obří květ, který připomíná květ rodu Rafflesia – odtud také jeho japonské a francouzské jméno. |
| Paras      | Parasu (パラス)         | 46 | hmyzí      | travní     | počátek evoluce   | Parasect (#047)                   | |
| Parasect   | Parasekuto (パラセクト) | 47 | hmyzí      | travní     | Paras (#046)      | konec evoluce                     | |
| Venonat    | Konpan (コンパン)       | 48 | hmyzí      | jedovatý   | počátek evoluce   | Venomoth (#049)                   | Drobný pokémon žijící v korunách stromů. Živí se hmyzem. V noci se dá snadno přilákat jasným světlem. Těžko říci, zda je hnán jiným důvodem než přítomností snadno polapitelného hmyzu. On sám je nejedlý, prudce jedovatý. |
| Venomoth   | Morufon (モルフォン)    | 49 | hmyzí      | jedovatý   | Venonat (#048)    | konec evoluce                     | Ačkoli má funkční křídla, nepatří mezi létající pokémony, takže ho lze zasáhnout zemními útoky a on sám se nemůže naučit létající útoky. |
| Diglett    | Diguda (ディグダ)       | 50 | zemní      | zemní      | počátek evoluce   | Dugtrio (#051)                    | |

### Pokémoni 51 až 151
- Pokémon Dugtrio, japonsky  Dugtrio  (ダグトリオ). V národním pokédexu č. 51, v regionálním pokédexu Kanto č. 51, v Johto č. 135, v Hoenn č. 240.
Typ:  zemní
 Vývoj:  Diglett (od 26. úrovně) → Dugtrio

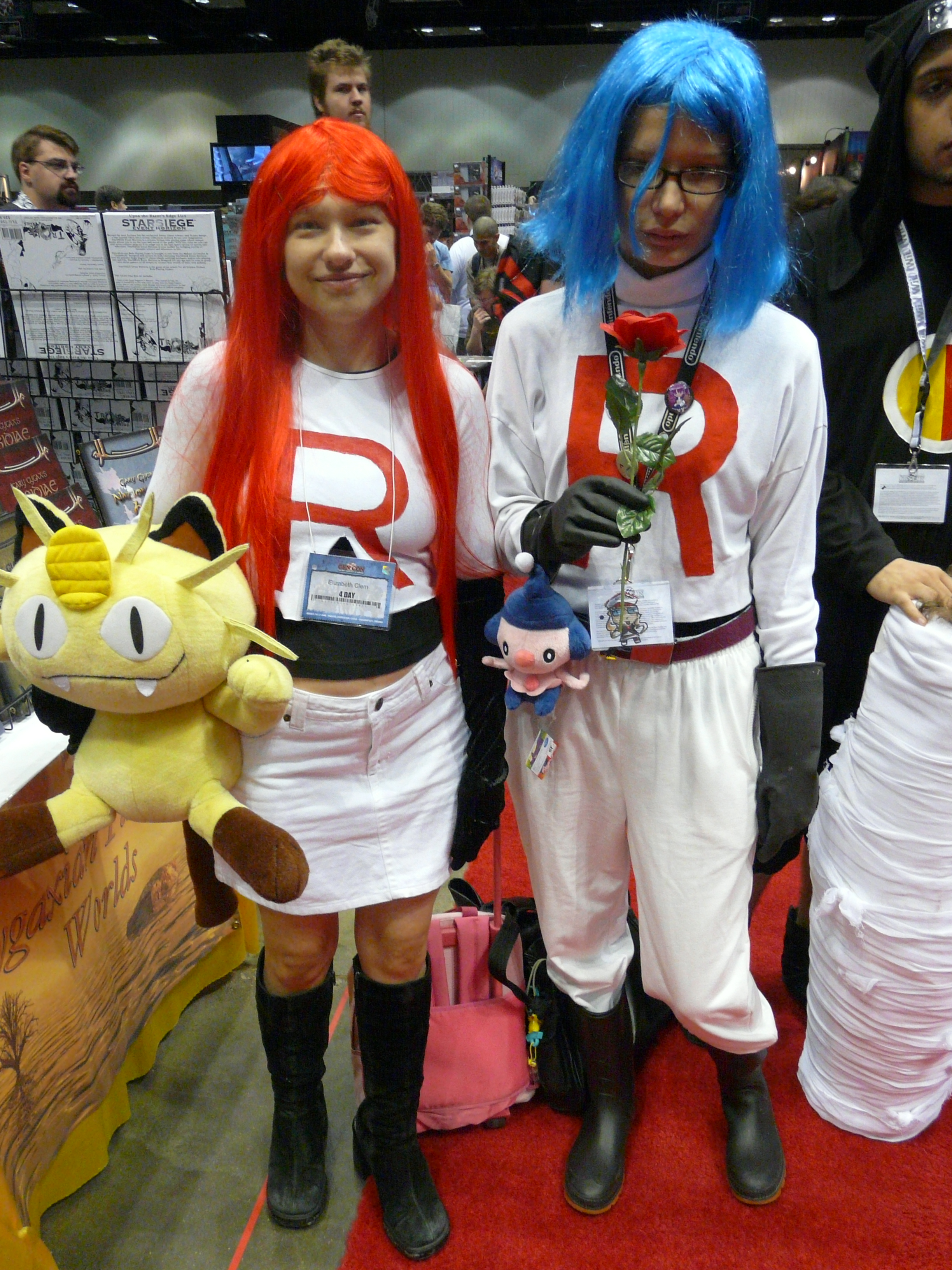
Fanoušci v kostýmech rakeťáků s plyšákem.

- Pokémon Meowth, japonsky  Nyarth  (ニャース). V národním pokédexu č. 52, v regionálním pokédexu Kanto č. 52, v Johto č. 138, v Hoenn č. 241.
Typ:  normální
 Vývoj:  Meowth (od 28. úrovně) → Persian
- Pokémon Persian, japonsky  Persian  (ペルシアン). V národním pokédexu č. 53, v regionálním pokédexu Kanto č. 53, v Johto č. 139, v Hoenn č. 242.
Typ:  normální
 Vývoj:  Meowth (od 28. úrovně) → Persian
- Pokémon Psyduck, japonsky  Koduck  (コダック). V národním pokédexu č. 54, v regionálním pokédexu Kanto č. 54, v Johto č. 140, v Hoenn č. 158, v Sinnoh č. 43. Psyduck trpí věčnými bolestmi hlavy, ale díky tomu dokáže používat i psychické útoky jako je matoucí útok.
Typ:  vodní
 Vývoj:  Psyduck (od 28. úrovně) → Golduck
- Pokémon Golduck, japonsky  Golduck  (ゴルダック). V národním pokédexu č. 55, v regionálním pokédexu Kanto č. 55, v Johto č. 141, v Hoenn č. 159, v Sinnoh č. 44.
Typ:  vodní
 Vývoj:  Psyduck (od 28. úrovně) → Golduck
- Pokémon Mankey, japonsky  Mankey  (マンキー). V národním pokédexu č. 56, v regionálním pokédexu Kanto č. 56, v Johto č. 136, v Hoenn č. 243.
Typ:  bojový
 Vývoj:  Mankey (od 28. úrovně) → Primeape
- Pokémon Primeape, japonsky  Okorizaru  (オコリザル). V národním pokédexu č. 57, v regionálním pokédexu Kanto č. 57, v Johto č. 137, v Hoenn č. 244.
Typ:  bojový
 Vývoj:  Mankey (od 28. úrovně) → Primeape
- Pokémon Growlithe, japonsky  Gardie  (ガーディ). V národním pokédexu č. 58, v regionálním pokédexu Kanto č. 58, v Johto č. 129, v Hoenn č. 245. Je používán jako policejní pes.
Typ:  ohnivý
Vývoj:  Growlithe (použitím předmětu Fire Stone) → Arcanine
- Pokémon Arcanine, japonsky  Windie  (ウインディ). V národním pokédexu č. 59, v regionálním pokédexu Kanto č. 59, v Johto č. 130, v Hoenn č. 246.
Typ:  ohnivý
Vývoj:  Growlithe (použitím předmětu Fire Stone) → Arcanine
- Pokémon Poliwag, japonsky Nyoromo (ニョロモ). V národním pokédexu č. 60, v regionálním pokédexu Kanto č. 60, v Johto č. 72, v Hoenn č. 247. Ve vodě se může pohybovat velmi rychle, díky svému ocasu, který používá též k útočení (např. útok Double Slap). Vypadá jako malé vajíčko s ocasem. Uprostřed těla má spirálu stáčející se do svého středu ve směru pohybu hodinových ručiček.
Typ:  vodní
 Vývoj:  Poliwag (od 25. úrovně) → Poliwhirl (použitím předmětu Water Stone) → Poliwrath
nebo
Poliwag (od 25. úrovně) → Poliwhirl (při výměně, pokud má pokémon u sebe předmět King's Rock) → Politoed
- Pokémon Poliwhirl, japonsky Nyorozo (ニョロゾ). V národním pokédexu č. 61, v regionálním pokédexu Kanto č. 61, v Johto č. 73, v Hoenn č. 248.
Typ:  vodní
 Vývoj:  Poliwag (od 25. úrovně) → Poliwhirl (použitím předmětu Water Stone) → Poliwrath
nebo
Poliwag (od 25. úrovně) → Poliwhirl (při výměně, pokud má pokémon u sebe předmět King's Rock) → Politoed
- Pokémon Poliwrath, japonsky Nyorobon (ニョロボン). V národním pokédexu č. 62, v regionálním pokédexu Kanto č. 62, v Johto č. 74, v Hoenn č. 249.
Typ:  vodní / bojový
 Vývoj:  Poliwag (od 25. úrovně) → Poliwhirl (použitím předmětu Water Stone) → Poliwrath
- Pokémon Abra, japonsky Casey (ケーシィ). V národním pokédexu č. 63, v regionálním pokédexu Kanto č. 63, v Johto č. 89, v Hoenn č. 39, v Sinnoh č. 20. Anglické jméno pokémona je převzato z první části známého zaklínadla abrakadabra. V seriálu ovládá Abra pouze teleportaci, tou se může vyhnout útoku protivníka. Ve videohrách má Abra dvě schopnosti:
- Synchronizace - schopnost způsobí, že pokud Abra usne nebo je otrávena či paralyzována, bude soupeřův pokémon též
- Soustředění - Abra nemůže být vystrašena
Typ:  psychický
 Vývoj:  Abra (od 16. úrovně) → Kadabra (při výměně) → Alakazam
- Pokémon Kadabra, japonsky Yungerer (ユンゲラー). V národním pokédexu č. 64, v regionálním pokédexu Kanto č. 64, v Johto č. 90, v Hoenn č. 40, v Sinnoh č. 21. Anglické jméno pokémona je převzato z druhé části známého zaklínadla abrakadabra. V seriálu ovládá Kadabra psychické útoky, včetně telepatie a telekineze. Umí se také teleportovat a tím se může vyhnout útoku protivníka. Ve videohrách má Kadabra dvě schopnosti:
- Synchronizace - schopnost způsobí, že pokud Kadabra usne nebo je otrávena či paralyzována, bude soupeřův pokémon též
- Soustředění - Kadabra nemůže být vystrašena
Typ:  psychický
 Vývoj:  Abra (od 16. úrovně) → Kadabra (při výměně) → Alakazam
- Pokémon Alakazam, japonsky Foodin (フーディン). V národním pokédexu č. 65, v regionálním pokédexu Kanto č. 65, v Johto č. 91, v Hoenn č. 41, v Sinnoh č. 22. V seriálu ovládá Alakazam silné psychické útoky, včetně telepatie a telekineze. Umí se také teleportovat a tím se může vyhnout útoku protivníka. Ve videohrách má Alakazam dvě schopnosti:
- Synchronizace - schopnost způsobí, že pokud Alakazam usne nebo je otráven či paralyzován, bude soupeřův pokémon též
- Soustředění - Alakazam nemůže být vystrašen
Typ:  psychický
 Vývoj:  Abra (od 16. úrovně) → Kadabra (při výměně) → Alakazam
- Pokémon Machop, japonsky Wanriky (ワンリキー). V národním pokédexu č. 66, v regionálním pokédexu Kanto č. 66, v Johto č. 142, v Hoenn č. 73, v Sinnoh č. 40.
Typ:  bojový
 Vývoj:  Machop (od 28. úrovně) → Machoke (při výměně) → Machamp
- Pokémon Machoke, japonsky Goriky (ゴーリキー). V národním pokédexu č. 67, v regionálním pokédexu Kanto č. 67, v Johto č. 143, v Hoenn č. 74, v Sinnoh č. 41.
Typ:  bojový
 Vývoj:  Machop (od 28. úrovně) → Machoke (při výměně) → Machamp
- Pokémon Machamp, japonsky Kairiky (カイリキー). V národním pokédexu č. 68, v regionálním pokédexu Kanto č. 68, v Johto č. 144, v Hoenn č. 75, v Sinnoh č. 42.
Typ:  bojový
 Vývoj:  Machop (od 28. úrovně) → Machoke (při výměně) → Machamp
- Pokémon Bellsprout, japonsky Madatsubomi (マダツボミ). V národním pokédexu č. 69, v regionálním pokédexu Kanto č. 69, v Johto č. 64, v Hoenn č. 250.
Typ:  travní / jedovatý
 Vývoj:  Bellsprout (od 21. úrovně) → Weepinbell (použitím předmětu Leaf Stone) → Victreebel
- Pokémon Weepinbell, japonsky Utsudon (ウツドン). V národním pokédexu č. 70, v regionálním pokédexu Kanto č. 70, v Johto č. 65, v Hoenn č. 251.
Typ:  travní / jedovatý
 Vývoj:  Bellsprout (od 21. úrovně) → Weepinbell (použitím předmětu Leaf Stone) → Victreebel
- Pokémon Victreebel, japonsky Utsubot (ウツボット). V národním pokédexu č. 71, v regionálním pokédexu Kanto č. 71, v Johto č. 66, v Hoenn č. 252.
Typ:  travní / jedovatý
 Vývoj:  Bellsprout (od 21. úrovně) → Weepinbell (použitím předmětu Leaf Stone) → Victreebel
- Pokémon Tentacool, japonsky Menokurage (メノクラゲ). V národním pokédexu č. 72, v regionálním pokédexu Kanto č. 72, v Johto č. 164, v Hoenn č. 66, v Sinnoh č. 136. Chobotnice.
Typ:  vodní / jedovatý
 Vývoj:  Tentacool (od 30. úrovně) → Tentacruel
- Pokémon Tentacruel, japonsky Dokukurage (ドククラゲ). V národním pokédexu č. 73, v regionálním pokédexu Kanto č. 73, v Johto č. 165, v Hoenn č. 67, v Sinnoh č. 137. Velká chobotince s krystalem mezi očima.
Typ:  vodní / jedovatý
 Vývoj:  Tentacool (od 30. úrovně) → Tentacruel
- Pokémon Geodude, japonsky Ishitsubute (イシツブテ). V národním pokédexu č. 74, v regionálním pokédexu Kanto č. 74, v Johto č. 34, v Hoenn č. 57, v Sinnoh č. 31. Levitující kámen s rukama
Typ:  kamenný / zemní
 Vývoj:  Geodude (od 25. úrovně) → Graveler (při výměně) → Golem
- Pokémon Graveler, japonsky Golone (ゴローン). V národním pokédexu č. 75, v regionálním pokédexu Kanto č. 75, v Johto č. 35, v Hoenn č. 58, v Sinnoh č. 32. Postava vymodelovaná s kamene
Typ:  kamenný / zemní
 Vývoj:  Geodude (od 25. úrovně) → Graveler (při výměně) → Golem
- Pokémon Golem, japonsky Golonya (ゴローニャ). V národním pokédexu č. 76, v regionálním pokédexu Kanto č. 76, v Johto č. 36, v Hoenn č. 59, v Sinnoh č. 33. Koule složená z kamenů s hlavou nohama a rukama.
Typ:  kamenný / zemní
 Vývoj:  Geodude (od 25. úrovně) → Graveler (při výměně) → Golem
- Pokémon Ponyta, japonsky Ponyta (ポニータ). V národním pokédexu č. 77, v regionálním pokédexu Kanto č. 77, v Johto č. 206, v Hoenn č. 253, v Sinnoh č. 90. Bílý kůň s ohnivou hřívou a oháňkou.
Typ:  ohnivý
 Vývoj:  Ponyta (od 40. úrovně) → Rapidash
- Pokémon Rapidash, japonsky Gallop (ギャロップ). V národním pokédexu č. 78, v regionálním pokédexu Kanto č. 78, v Johto č. 207, v Hoenn č. 254, v Sinnoh č. 91.
Typ:  ohnivý
 Vývoj:  Ponyta (od 40. úrovně) → Rapidash
- Pokémon Slowpoke, japonsky Yadon (ヤドン). V národním pokédexu č. 79, v regionálním pokédexu Kanto č. 79, v Johto č. 80, v Hoenn č. 255.
Typ:  vodní / psychický
 Vývoj:  Slowpoke (od 37. úrovně) → Slowbro
nebo
Slowpoke (při výměně, pokud má pokémon u sebe předmět King's Rock) → Slowking
- Pokémon Slowbro, japonsky Yadoran (コイル). V národním pokédexu č. 80, v regionálním pokédexu Kanto č. 80, v Johto č. 81, v Hoenn č. 256.
Typ:  vodní / psychický
 Vývoj:  Slowpoke (od 37. úrovně) → Slowbro
- Pokémon Magnemite, japonsky Coil (コイル). V národním pokédexu č. 81, v regionálním pokédexu Kanto č. 81, v Johto č. 119, v Hoenn č. 82, v Sinnoh č. 178 (v Pokémon Platinum). Levitující ocelová koule s okem a magnety po stranách.
Typ:  elektrický / ocelový (v první generaci her jen elektrický)
 Vývoj:  Magnemite (od 30. úrovně) → Magneton (po zvýšení úrovně v lokaci Mt.Coronet) → Magnezone
- Pokémon Magneton, japonsky Rarecoil (レアコイル). V národním pokédexu č. 82, v regionálním pokédexu Kanto č. 82, v Johto č. 120, v Hoenn č. 83, v Sinnoh č. 179 (v Pokémon Platinum). Skupina tří Magnemitů v kruhu.
Typ:  elektrický / ocelový (v první generaci her jen elektrický)
 Vývoj:  Magnemite (od 30. úrovně) → Magneton (po zvýšení úrovně v lokaci Mt.Coronet) → Magnezone
- Pokémon Farfetch'd, japonsky Kamonegi (カモネギ). V národním pokédexu č. 83, v regionálním pokédexu Kanto č. 83, v Johto č. 160, v Hoenn č. 257.
Typ:  normální / létající
 Vývoj: -
- Pokémon Doduo, japonsky Dodo (ドードー). V národním pokédexu č. 84, v regionálním pokédexu Kanto č. 84, v Johto č. 204, v Hoenn č. 92. Zelený pštros s dvěma hlavami.
Typ:  normální / létající
 Vývoj:  Doduo (od 31. úrovně) → Dodrio
- Pokémon Dodrio, japonsky Dodorio (ドードリオ). V národním pokédexu č. 85, v regionálním pokédexu Kanto č. 85, v Johto č. 205, v Hoenn č. 93. Pštros s třemi hlavami.
Typ:  normální / létající
 Vývoj:  Doduo (od 31. úrovně) → Dodrio
- Pokémon Seel, japonsky Pawou (パウワウ). V národním pokédexu č. 86, v regionálním pokédexu Kanto č. 86, v Johto č. 178, v Hoenn č. 258.
Typ:  vodní
 Vývoj:  Seel (od 34. úrovně) → Dewgong
- Pokémon Dewgong, japonsky Jugon (ジュゴン). V národním pokédexu č. 87, v regionálním pokédexu Kanto č. 87, v Johto č. 179, v Hoenn č. 259.
Typ:  vodní / ledový
 Vývoj:  Seel (od 34. úrovně) → Dewgong
- Pokémon Grimer, japonsky Betbeter (ベトベター). V národním pokédexu č. 88, v regionálním pokédexu Kanto č. 88, v Johto č. 117, v Hoenn č. 106. Hrouda bláta s očima.
Typ:  jedovatý
 Vývoj:  Grimer (od 38. úrovně) → Muk
- Pokémon Muk, japonsky Betbeton (ベトベトン). V národním pokédexu č. 89, v regionálním pokédexu Kanto č. 89, v Johto č. 118, v Hoenn č. 107.
Typ:  jedovatý
 Vývoj:  Grimer (od 38. úrovně) → Muk
- Pokémon Shellder, japonsky Shellder (シェルダー). V národním pokédexu č. 90, v regionálním pokédexu Kanto č. 90, v Johto č. 171, v Hoenn č. 260. Lastura.
Typ:  vodní
Vývoj:  Shellder (pomocí předmětu Water Stone) → Cloyster
- Pokémon Cloyster, japonsky Parshen (パルシェン). V národním pokédexu č. 91, v regionálním pokédexu Kanto č. 91, v Johto č. 172, v Hoenn č. 261. Kulatá lastura s ostny.
Typ:  vodní / ledový
Vývoj:  Shellder (pomocí předmětu Water Stone) → Cloyster
- Pokémon Gastly, japonsky Ghos (ゴース). V národním pokédexu č. 92, v regionálním pokédexu Kanto č. 92, v Johto č. 58, v Hoenn č. 262, v Sinnoh č. 69. V seriálu ovládá Gastly nejrůznější duší útoky. Umí se zneviditelnit a tím může zmást protivníka nebo jej uspat svými hypnotickými schopnostmi. Ve videohrách má schopnost levitace. Tato schopnost způsobuje, že na Gastlyho nepůsobí zemní útoky. Levitující fialová koule v kouři.
Typ:  duší / jedovatý (v první generaci her jen duší)
 Vývoj:  Gastly (od 25. úrovně) → Haunter (při výměně) → Gengar
- Pokémon Haunter, japonsky Ghost (ゴースト). V národním pokédexu č. 93, v regionálním pokédexu Kanto č. 93, v Johto č. 59, v Hoenn č. 263, v Sinnoh č. 70.
Typ:  duší / jedovatý (v první generaci her jen duší)
 Vývoj:  Gastly (od 25. úrovně) → Haunter (při výměně) → Gengar
- Pokémon Gengar, japonsky Gangar (ゲンガー). V národním pokédexu č. 94, v regionálním pokédexu Kanto č. 94, v Johto č. 60, v Hoenn č. 264, v Sinnoh č. 71.
Typ:  duší / jedovatý (v první generaci her jen duší)
 Vývoj:  Gastly (od 25. úrovně) → Haunter (při výměně) → Gengar
- Pokémon Onix, japonsky Iwark (イワーク). V národním pokédexu č. 95, v regionálním pokédexu Kanto č. 95, v Johto č. 62, v Hoenn č. 265, v Sinnoh č. 34. Onix připomíná obří žížalu složenou z balvanů. V seriálu ho trénuje Brock.
Typ:  kamenný / zemní
 Vývoj:  Onix (při výměně, pokud má pokémon u sebe předmět Metal Coat) → Steelix
- Pokémon Drowzee, japonsky Sleepe (スリープ). V národním pokédexu č. 96, v regionálním pokédexu Kanto č. 96, v Johto č. 87, v Hoenn č. 266.
Drowzee je podobný praseti avšak stojí na dvou nohou a na rukou má tři prsty.
Typ:  psychický
 Vývoj:  Drowzee (od 26. úrovně) → Hypno
- Pokémon Hypno, japonsky Sleeper (スリーパー). V národním pokédexu č. 97, v regionálním pokédexu Kanto č. 97, v Johto č. 88, v Hoenn č. 267.
Typ:  psychický
 Vývoj:  Drowzee (od 26. úrovně) → Hypno
- Pokémon Krabby, japonsky Crab (クラブ). V národním pokédexu č. 98, v regionálním pokédexu Kanto č. 98, v Johto č. 166, v Hoenn č. 268.
Krabby je velký krab kterého Ash chytí v první řadě seriálu.
Typ:  vodní
 Vývoj:  Krabby (od 28. úrovně) → Kingler
- Pokémon Kingler, japonsky Kingler (キングラー). V národním pokédexu č. 99, v regionálním pokédexu Kanto č. 99, v Johto č. 167, v Hoenn č. 269.
Typ:  vodní
 Vývoj:  Krabby (od 28. úrovně) → Kingler
- Pokémon Voltorb, japonsky Biriridama (ビリリダマ). V národním pokédexu č. 100, v regionálním pokédexu Kanto č. 100, v Johto č. 121, v Hoenn č. 84.
Je kulovitý pokemon připomínající velký pokeball. Jeho typickým útokem je sebezničení.
Typ:  elektrický
Vývoj:  Voltorb (od 30. úrovně) → Electrode
- Pokémon Electrode, japonsky Marumine (マルマイン). V národním pokédexu č. 101, v regionálním pokédexu Kanto č. 101, v Johto č. 122, v Hoenn č. 85.
Typ:  elektrický
Vývoj:  Voltorb (od 30. úrovně) → Electrode
- Pokémon Exeggcute, japonsky Tamatama (タマタマ). V národním pokédexu č. 102, v regionálním pokédexu Kanto č. 102, v Johto č. 105, v Hoenn č. 270.
Připomíná skupinu vajíček nebo semen s očima.
Typ:  travní / psychický
Vývoj:  Exeggcute (pomocí předmětu Leaf Stone) → Exeggutor
- Pokémon Exeggutor, japonsky Nassy (ナッシー). V národním pokédexu č. 103, v regionálním pokédexu Kanto č. 103, v Johto č. 106, v Hoenn č. 271.
Vypadá jako palma s nohama a třemi hlavami místo kokosů.
Typ:  travní / psychický
Vývoj:  Exeggcute (pomocí předmětu Leaf Stone) → Exeggutor
- Pokémon Cubone, japonsky Karakara (カラカラ). V národním pokédexu č. 104, v regionálním pokédexu Kanto č. 104, v Johto č. 208, v Hoenn č. 272.
Typ:  zemní
Vývoj:  Cubone (od 28. úrovně) → Marowak
- Pokémon Marowak, japonsky Garagara (ガラガラ). V národním pokédexu č. 105, v regionálním pokédexu Kanto č. 105, v Johto č. 209, v Hoenn č. 273.
Typ:  zemní
Vývoj:  Cubone (od 28. úrovně) → Marowak

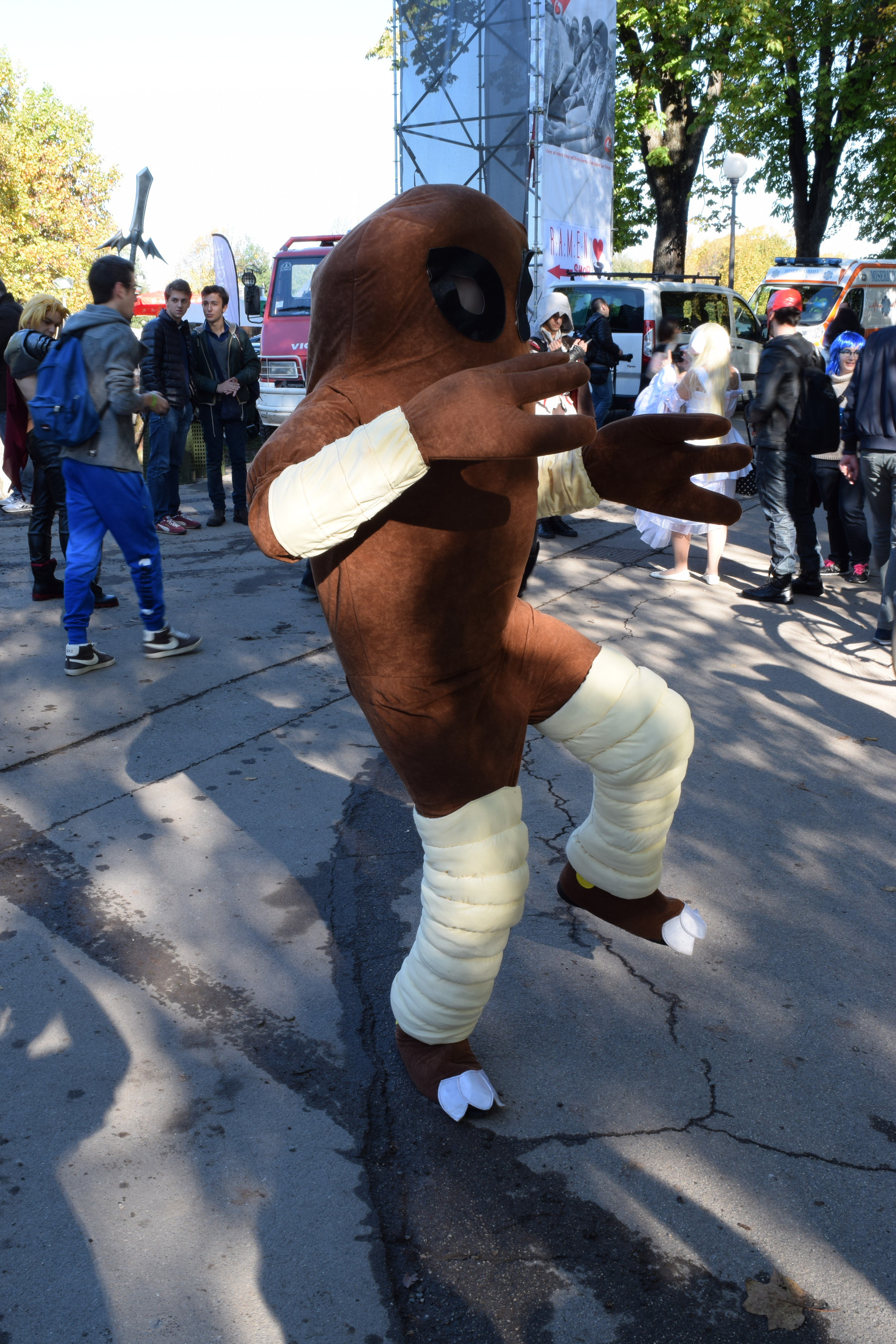
Fanoušek v kostýmu Htimonlého.

- Pokémon Hitmonlee, japonsky Sawamular (サワムラー). V národním pokédexu č. 106, v regionálním pokédexu Kanto č. 106, v Johto č. 146, v Hoenn č. 274.
Typ:  bojový
 Vývoj:  Tyrogue (od 20. úrovně, pokud je jeho vlastnost Attack větší než jeho Defense) → Hitmonlee
- Pokémon Hitmonchan, japonsky Ebiwalar (エビワラー). V národním pokédexu č. 107, v regionálním pokédexu Kanto č. 107, v Johto č. 147, v Hoenn č. 275.
Typ:  bojový
 Vývoj:  Tyrogue (od 20. úrovně, pokud je jeho vlastnost Attack menší než jeho Defense) → Hitmonchan
- Pokémon Lickitung, japonsky Beroringa (ベロリンガ). V národním pokédexu č. 108, v regionálním pokédexu Kanto č. 108, v Johto č. 180, v Hoenn č. 276, v Sinnoh č. 161 (v Pokémon Platinum). Má velmi velký a dlouhý jazyk.
Typ:  normální
Vývoj:  Lickitung (po zvýšení úrovně, pokud umí útok Rollout) → Lickilicky

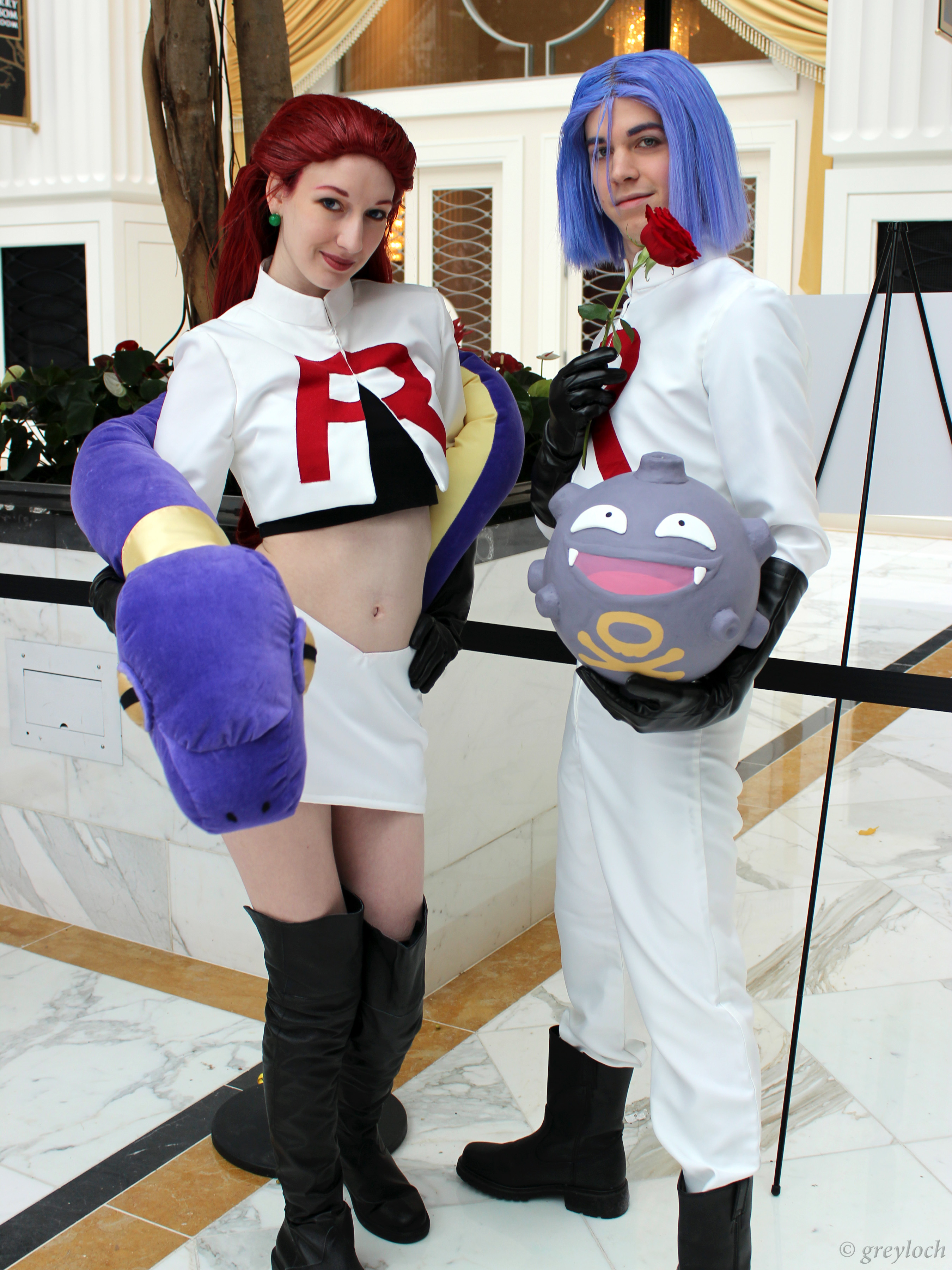

- Pokémon Koffing, japonsky Dogars (ドガース). V národním pokédexu č. 109, v regionálním pokédexu Kanto č. 109, v Johto č. 115, v Hoenn č. 108. Levitující koule s "krátery" ze kterých uniká plyn.
Typ:  jedovatý
Vývoj:  Koffing (od 35. úrovně) → Weezing
- Pokémon Weezing, japonsky Matadogas (マタドガス). V národním pokédexu č. 110, v regionálním pokédexu Kanto č. 110, v Johto č. 116, v Hoenn č. 109. 
Typ:  jedovatý
Vývoj:  Koffing (od 35. úrovně) → Weezing
- Pokémon Rhyhorn, japonsky Saihorn (サイホーン). V národním pokédexu č. 111, v regionálním pokédexu Kanto č. 111, v Johto č. 211, v Hoenn č. 169, v Sinnoh č. 186 (v Pokémon Platinum).
Typ:  zemní / kamenný
Vývoj:  Rhyhorn (od 42. úrovně) → Rhydon (při výměně, pokud má pokémon u sebe předmět Protector) → Rhyperior
- Pokémon Rhydon, japonsky Sidon (サイドン). V národním pokédexu č. 112, v regionálním pokédexu Kanto č. 112, v Johto č. 212, v Hoenn č. 170, v Sinnoh č. 187 (v Pokémon Platinum).
Typ:  zemní / kamenný
Vývoj:  Rhyhorn (od 42. úrovně) → Rhydon (při výměně, pokud má pokémon u sebe předmět Protector) → Rhyperior
- Pokémon Chansey, japonsky Lucky (ラッキー). V národním pokédexu č. 113, v regionálním pokédexu Kanto č. 113, v Johto č. 222, v Hoenn č. 277, v Sinnoh č. 97. 
Typ: normální
 Vývoj: Happiny (po zvýšení úrovně, v denní době, pokud má pokémon u sebe předmět Oval Stone) → Chansey (po zvýšení úrovně, pokud má stav Happiness na maximu) → Blissey
- Pokémon Tangela, japonsky Monjara (モンジャラ). V národním pokédexu č. 114, v regionálním pokédexu Kanto č. 114, v Johto č. 182, v Hoenn č. 278, v Sinnoh č. 181 (v Pokémon Platinum). Fialová sasanka nebo spleť chapadel.
Typ:  travní
Vývoj:  Tangela (po zvýšení úrovně, pokud umí útok Ancient Power) → Tangrowth
- Pokémon Kangaskhan, japonsky Garura (ガルーラ). V národním pokédexu č. 115, v regionálním pokédexu Kanto č. 115, v Johto č. 210, v Hoenn č. 279.
Typ:  normální
 Vývoj: -
- Pokémon Horsea, japonsky Tattu (タッツー). V národním pokédexu č. 116, v regionálním pokédexu Kanto č. 116, v Johto č. 190, v Hoenn č. 184. Modrý mořský koník.
Typ:  vodní
Vývoj:  Horsea (od 32. úrovně) → Seadra (při výměně, pokud má pokémon u sebe předmět Dragon Scale) → Kingdra
- Pokémon Seadra, japonsky Seadra (シードラ). V národním pokédexu č. 117, v regionálním pokédexu Kanto č. 117, v Johto č. 191, v Hoenn č. 185.
Typ:  vodní
Vývoj:  Horsea (od 32. úrovně) → Seadra (při výměně, pokud má pokémon u sebe předmět Dragon Scale) → Kingdra
- Pokémon Goldeen, japonsky Tosakinto (トサキント). V národním pokédexu č. 118, v regionálním pokédexu Kanto č. 118, v Johto č. 78, v Hoenn č. 50, v Sinnoh č. 78. Bílo červená ryba s rohem.
Typ:  vodní
Vývoj:  Goldeen (od 33. úrovně) → Seaking
- Pokémon Seaking, japonsky Azumao (アズマオウ). V národním pokédexu č. 119, v regionálním pokédexu Kanto č. 119, v Johto č. 79, v Hoenn č. 51, v Sinnoh č. 79.
Typ:  vodní
Vývoj:  Goldeen (od 33. úrovně) → Seaking
- Pokémon Staryu, japonsky Hitodeman (ヒトデマン). V národním pokédexu č. 120, v regionálním pokédexu Kanto č. 120, v Johto č. 169, v Hoenn č. 143. Zelená vodní hvězdice.
Typ:  vodní
 Vývoj:  Staryu (pomocí předmětu Water Stone) → Starmie
- Pokémon Starmie, japonsky Starmie (スターミー). V národním pokédexu č. 121, v regionálním pokédexu Kanto č. 121, v Johto č. 170, v Hoenn č. 144. Fialová hvězdice.
Typ:  vodní / psychický
 Vývoj:  Staryu (pomocí předmětu Water Stone) → Starmie
- Pokémon Mr. Mime, japonsky Barrierd (バリヤード). V národním pokédexu č. 122, v regionálním pokédexu Kanto č. 122, v Johto č. 158, v Hoenn č. 280, v Sinnoh č. 95.
Typ:  psychický
 Vývoj:  Mime Jr. (po zvýšení úrovně, pokud umí útok Mimic) → Mr. Mime
- Pokémon Scyther, japonsky Strike (ストライク). V národním pokédexu č. 123, v regionálním pokédexu Kanto č. 123, v Johto č. 111, v Hoenn č. 281, v Sinnoh č. 195 (v Pokémon Platinum).
Typ:  hmyzí / létající
Vývoj:  Scyther (při výměně, pokud má pokémon u sebe předmět Metal Coat) → Scizor
- Pokémon Jynx, japonsky Rougela (ルージュラ). V národním pokédexu č. 124, v regionálním pokédexu Kanto č. 124, v Johto č. 155, v Hoenn č. 282.
Typ:  ledový / psychický
Vývoj:  Smoochum (od 30. úrovně) → Jynx
- Pokémon Electabuzz, japonsky Eleboo (エレブー). V národním pokédexu č. 125, v regionálním pokédexu Kanto č. 125, v Johto č. 157, v Hoenn č. 383, v Sinnoh č. 198 (v Pokémon Platinum).
Typ:  elektrický
Vývoj:  Elekid (od 30. úrovně) → Electabuzz (při výměně, pokud má pokémon u sebe předmět Electirizer) → Electivire
- Pokémon Magmar, japonsky Boober (ブーバー). V národním pokédexu č. 126, v regionálním pokédexu Kanto č. 126, v Johto č. 153, v Hoenn č. 384, v Sinnoh č. 201 (v Pokémon Platinum).
Typ:  ohnivý
Vývoj:  Magby (od 30. úrovně) → Magmar (při výměně, pokud má pokémon u sebe předmět Magmarizer) → Magmortar
- Pokémon Pinsir, japonsky Kailios (カイロス). V národním pokédexu č. 127, v regionálním pokédexu Kanto č. 127, v Johto č. 213, v Hoenn č. 167.
Typ:  hmyzí
 Vývoj: -
- Pokémon Tauros, japonsky Kentauros (ケンタロス). V národním pokédexu č. 128, v regionálním pokédexu Kanto č. 128, v Johto č. 150, v Hoenn č. 285. Anglické jméno vzniklo z latinského slova taurus, které lze přeložit jako býk či tur. Tauros je býk se třemi ocasy.
Typ:  normální
Vývoj: -
- Pokémon Magikarp, japonsky Koiking (コイキング). V národním pokédexu č. 129, v regionálním pokédexu Kanto č. 129, v Johto č. 76, v Hoenn č. 52, v Sinnoh č. 23. Červený kapr, nejslabší pokemon vůbec.
Typ:  vodní
Vývoj:  Magikarp (od 20. úrovně) → Gyarados
- Pokémon Gyarados, japonsky Gyarados (ギャラドス). V národním pokédexu č. 130, v regionálním pokédexu Kanto č. 130, v Johto č. 77, v Hoenn č. 53, v Sinnoh č. 24. Připomíná čínského draka.
Typ:  vodní / létající
Vývoj:  Magikarp (od 20. úrovně) → Gyarados
- Pokémon Lapras, japonsky Laplace (ラプラス). V národním pokédexu č. 131, v regionálním pokédexu Kanto č. 131, v Johto č. 224, v Hoenn č. 286. 
Typ:  vodní / ledový
Vývoj: -
- Pokémon Ditto, japonsky Metamon (メタモン). V národním pokédexu č. 132, v regionálním pokédexu Kanto č. 132, v Johto č. 92, v Hoenn č. 287. Modrý kus gumy.
Typ:  normální
Vývoj: -
- Pokémon Eevee, japonsky Eievui (イーブイ). V národním pokédexu č. 133, v regionálním Kanto č. 133, v Johto č. 184, v Hoenn č. 288, v Sinnoh č. 163. (v Pokémon Platinum)
Typ:  normální
 Vývoj:  Eevee (pomocí předmětu Water Stone) → Vaporeon
nebo
Eevee (pomocí předmětu Thunderstone) → Jolteon
nebo
Eevee (pomocí předmětu Fire Stone) → Flareon
nebo
Eevee (po zvýšení úrovně, v denní době, pokud má stav Happiness na maximu, nebo pomocí předmětu Sun Shard) → Espeon
nebo
Eevee (po zvýšení úrovně, v noční době, pokud má stav Happiness na maximu, nebo pomocí předmětu Moon Shard) → Umbreon
nebo
Eevee (po zvýšení úrovně v blízkosti Moss Rock) → Leafeon
nebo
Eevee (po zvýšení úrovně v blízkosti Ice Rock) → Glaceon
Eevee (po zvýšení úrovně, pokud zná Fairy-type pohyb a má stav Affection úroveň 2 a víc) → Sylveon
- Pokémon Vaporeon, japonsky Showers (シャワーズ). V národním pokédexu č. 134, v regionálním Kanto č. 134, v Johto č. 185, v Hoenn č. 289, v Sinnoh č. 164. (v Pokémon Platinum)
Typ:  vodní
 Vývoj:  Eevee (pomocí předmětu Water Stone) → Vaporeon
- Pokémon Jolteon, japonsky Thunders (サンダース). V národním pokédexu č. 135, v regionálním Kanto č. 135, v Johto č. 186, v Hoenn č. 290, v Sinnoh č. 165. (v Pokémon Platinum)
Typ:  elektrický
 Vývoj:  Eevee (pomocí předmětu Thunderstone) → Jolteon
- Pokémon Flareon, japonsky Booster (ブースター). V národním pokédexu č. 136, v regionálním Kanto č. 136, v Johto č. 187, v Hoenn č. 291, v Sinnoh č. 166. (v Pokémon Platinum)
Typ:  ohnivý
 Vývoj:  Eevee (pomocí předmětu Fire Stone) → Flareon
- Pokémon Porygon, japonsky Porygon (ポリゴン). V národním pokédexu č. 137, v regionálním pokédexu Kanto č. 137, v Johto č. 220, v Hoenn č. 292, v Sinnoh č. 192.
Typ:  normální
 Vývoj:  Porygon (při výměně, pokud má pokémon u sebe předmět Up-Grade) → Porygon2 (při výměně, pokud má pokémon u sebe předmět Dubious Disc) → Porygon-Z
- Pokémon Omanyte, japonsky Omnite (オムナイト). V národním pokédexu č. 138, v regionálním pokédexu Kanto č. 138, v Johto č. 225, v Hoenn č. 293.
Typ:  kamenný / vodní
Vývoj:  Omanyte (od 40. úrovně) → Omastar
- Pokémon Omastar, japonsky Omstar (オムスター). V národním pokédexu č. 139, v regionálním pokédexu Kanto č. 139, v Johto č. 226, v Hoenn č. 294.
Typ:  kamenný / vodní
Vývoj:  Omanyte (od 40. úrovně) → Omastar
- Pokémon Kabuto, japonsky Kabuto (カブト). V národním pokédexu č. 140, v regionálním pokédexu Kanto č. 140, v Johto č. 227, v Hoenn č. 295.
Typ:  kamenný / vodní
 Vývoj:  Kabuto (od 40. úrovně) → Kabutops
- Pokémon Kabutops, japonsky Kabutops (カブトプス). V národním pokédexu č. 141, v regionálním pokédexu Kanto č. 141, v Johto č. 228, v Hoenn č. 296.
Typ:  kamenný / vodní
 Vývoj:  Kabuto (od 40. úrovně) → Kabutops
- Pokémon Aerodactyl, japonsky Ptera (プテラ). V národním pokédexu č. 142, v regionálním pokédexu Kanto č. 142, v Johto č. 229, v Hoenn č. 297. Šedý okřídlený tyranosaurus. Jedná se o jednu ze tří nalezených fosílií.
Typ:  kamenný / létající
 Vývoj: -
- Pokémon Snorlax, japonsky Kabigon (カビゴン). V národním pokédexu č. 143, v regionálním Kanto č. 143, v Johto č. 230, v Hoenn č. 298, v Sinnoh č. 113.
Typ:  normální
 Vývoj:  Munchlax (po zvýšení úrovně, pokud má stav Happiness na maximu) → Snorlax
- Pokémon Articuno, japonsky Freezer (フリーザー). V národním pokédexu č. 144, v regionálním pokédexu Kanto č. 144, v Johto č. 240, v Hoenn č. 299.
Typ:  ledový / létající
 Vývoj: -
- Pokémon Zapdos, japonsky Thunder (サンダー). V národním pokédexu č. 145, v regionálním pokédexu Kanto č. 145, v Johto č. 241, v Hoenn č. 300.
Typ:  elektrický / létající
 Vývoj: -
- Pokémon Moltres, japonsky Fire (ファイヤー). V národním pokédexu č. 146, v regionálním pokédexu Kanto č. 146, v Johto č. 242, v Hoenn č. 301.
Typ:  ohnivý / létající
 Vývoj: -
- Pokémon Dratini, japonsky Miniryu (ミニリュウ). V národním pokédexu č. 147, v regionálním pokédexu Kanto č. 147, v Johto č. 246, v Hoenn č. 302.
Typ:  dračí
 Vývoj:  Dratini (od 30. úrovně) → Dragonair (od 55. úrovně) → Dragonite
- Pokémon Dragonair, japonsky Hakuryu (ハクリュー). V národním pokédexu č. 148, v regionálním pokédexu Kanto č. 148, v Johto č. 247, v Hoenn č. 303. Je to vzácný pokémon, který obývá jezera a moře. V jeho blízkém okolí dochází k náhlým změnám počasí. Poprvé se objevil v zakázané epizodě 35 – Legend of Dratini. Dragonair má hadovité tělo, které může být dlouhé až 13 stop. Jeho oči jsou tmavé a lesklé a na čele má krátký roh. Na obou stranách jeho hlavy jsou malá peříčková křídla. Dragonair má modrou barvu, jen břicho má bílé a na krku má tmavě modrou kuličku připomínající perlu. Na ocase má tyto kuličky dvě. Jeho výška je 4 metry a jeho váha 16,5 kg.
Typ:  dračí
 Vývoj:  Dratini (od 30. úrovně) → Dragonair (od 55. úrovně) → Dragonite
- Pokémon Dragonite, japonsky Kairyu (カイリュー). V národním pokédexu č. 149, v regionálním pokédexu Kanto č. 149, v Johto č. 248, v Hoenn č. 304. Velký tlustý drak,spíše pohádkového vzezření.
Typ:  dračí / létající
 Vývoj:  Dratini (od 30. úrovně) → Dragonair (od 55. úrovně) → Dragonite
- Pokémon Mewtwo, japonsky Mewtwo (ミュウツー). V národním pokédexu č. 150, v regionálním pokédexu Kanto č. 150, v Johto č. 254, v Hoenn č. 305. Dle prvního celovečerního filmu s tematikou pokémon Pokémon: První film je to nejsilnější a nejmocnější ze všech pokémonu. Vznikl v laboratořích lidí, kteří chtěli vytvořit superpokémona. Díky své síle a inteligenci se jim postaví a začne pro sebe klonovat další neporazitelné pokémony. Rovnocenným protivníkem se mu stane v závěru filmu pokémon Mew. 
Typ:  psychický
 Vývoj: -
- Pokémon Mew, japonsky Mew (ミュウ). V národním pokédexu č. 151, v regionálním pokédexu Kanto č. 151, v Johto č. 255, v Hoenn č. 306.
Typ:  psychický
 Vývoj: -